# Croton steenkampianus
Croton steenkampianus là một loài thực vật có hoa trong họ Đại kích. Loài này được Gerstner mô tả khoa học đầu tiên năm 1946.